# Hapalogenys
A Hapalogenys a sugarasúszójú halak (Actinopterygii) osztályának sügéralakúak (Perciformes) rendjébe, ezen belül a Hapalogenyidae családjába tartozó egyetlen nem.

## Rendszertani besorolásuk
A Hapalogenys nevű halnemet korábban a Haemulidae családba sorolták, de manapság saját családot alkottak neki. Családjának az egyetlen neme.

## Előfordulásuk
A Hapalogenys-fajok előfordulási területe Japán déli részétől egészen Ausztrália északnyugati részéig terjed. A legnyugatabbra élő fajok a Bengáli-öbölben találhatók meg. Ezek a halak 30-230 méteres mélységek között élnek. A partok közelébe és a folyótorkolatokba is beúsznak.
A legújabb vizsgálatok szerint e csontos halak legközelebbi rokonaik a Lobotidae családbeliek.

## Rendszerezésük
A nembe az alábbi 7-9 faj tartozik:
- Hapalogenys analis Richardson, 1845
- Hapalogenys bengalensis Mohapatra, D. Ray & Kumar, 2013[2]
- Hapalogenys dampieriensis Iwatsuki & Russell, 2006
- Hapalogenys filamentosus Iwatsuki & Russell, 2006
- Hapalogenys kishinouyei Smith & Pope, 1906
- Hapalogenys merguiensis Iwatsuki, Satapoomin & Amaoka, 2000
- Hapalogenys mucronatus (Eydoux & Souleyet, 1850)
- Hapalogenys nigripinnis (Temminck & Schlegel, 1843) - típusfaj
- Hapalogenys sennin Iwatsuki & Nakabo, 2005

### Fordítás
- Ez a szócikk részben vagy egészben  a   Hapalogenys című angol Wikipédia-szócikk ezen változatának fordításán alapul.  Az eredeti cikk szerkesztőit annak laptörténete sorolja fel. Ez a jelzés csupán a megfogalmazás eredetét és a szerzői jogokat jelzi, nem szolgál a cikkben szereplő információk forrásmegjelöléseként.